# Distrito de Chicama
El Distrito de Chicama es uno de los ocho que conforman la Provincia de Ascope en el Departamento de La Libertad en el Norte del Perú. Se ubica a 25 km de la ciudad de Trujillo. Limita por el Norte con el departamento de Cajamarca, la provincia de Gran Chimú y los distritos de Ascope y Casa Grande; por el Este con la provincia de Otuzco; por el Sur con la provincia de Trujillo; y, por el Oeste con los distritos de Chocope, Magdalena de Cao y Santiago de Cao.

## Historia
Chicama tiene sus orígenes a inicios del siglo XVI, cuando Diego de Mora, gobernador de la Corona española y capitán de los huestes del conquistador Francisco Pizarro, fue designado para administrar los centros poblados, riquezas naturales y valles agrícolas ubicados en la parte baja de la cuenca hidroenergética del río Chicama.
Diego de Mora decide fundar un centro que serviría de nexo y descanso (una especie de tambo) de pueblos habitantes de los valles Chicama y de Moche y, en especial, de los residentes capitalinos de la intendencia de Trujillo que viajaban al norte de la región. Es así como nace Chacma, nombre original con el cual se le conoció hasta fines del siglo XVIII, en que se le cambió a Chicama.
De acuerdo a lo descrito, Chicama cuenta con cerca de 400 años de fundado, siendo españoles los que iniciaron su formación, tanto en su ubicación, como en la forma de construcción y modelo de crecimiento. Estos mismos personajes dirigieron la construcción del templo y convento de los dominicos (fundado por santo Domingo de Guzmán), la plaza de Armas, el cementerio y varias viviendas alrededor de estas construcciones.
Cuando se construye la carretera Panamericana, la población concentrada en los alrededores de la plaza de Armas comienza a abandonar esta zona para mudarse frente a la cinta asfáltica, dejando entonces prácticamente abandonado el sector.
El 2 de enero de 1857, durante el gobierno del mariscal Ramón Castilla, el Congreso aprobó la ley por la que creaba varios distritos, Chicama (Chacma) entre ellos; desde esa fecha se celebra el aniversario de creación política del distrito.  
El eslogan municipal Chicama, ciudad leyenda, llave y puerta del Valle de Chicama fue creado en 1981 por el alcalde Virgilio Llaury Narváez. El 31 de mayo de 1984, durante el segundo mandato de Fernando Belaúnde Terry se promulgó la Ley 23845 que, el departamento de La Libertad, crea la provincia de Ascope, en la que, a su vez, se eleva la categoría de Chicama de pueblo a villa.

## Geografía
Abarca una superficie de 895,45 km².

## Demografía
Chicama, a principios de 2010, tenía una población de 15 056 habitantes, de acuerdo con datos del Instituto Nacional de Estadística e Informática (INEI). De ellos, 7 596 eran mujeres (50,45 %) y 7 460 (49,55 %), hombres. En cuanto a población, ocupa el 25º lugar entre los 83 distritos que hay en el departamento de La Libertad (0,9311 % de sus habitantes). A nivel nacional, Chicama ocupa el puesto 321 de los 1 833 distritos que tiene Perú y representa un 0,0549 % de la población total del país. Según proyecciones del INEI, para 2015 la población del distrito alcanzaría a 15 492 habitantes.

## Localidades
- Chicama
- Sausal
- Chiclín

## Autoridades

### Municipales
- 2019 - 2022[3]
  - Alcalde: Julio César Pérez Cabrera, de Fuerza Popular.
  - Regidores:

  1. Mónica Janet De la Cruz Alayo (Fuerza Popular)
  2. Elga Daniela Rengifo Velásquez (Fuerza Popular)
  3. Hildemaro Juan Alfonso Ruiz Huatay (Fuerza Popular)
  4. Teófilo Aranda Calderón (Fuerza Popular)
  5. Aldo Giuber Torres Ríos (Nueva Libertad)

Alcaldes anteriores
- 1987 - 1989: Segundo Santiago Alva Zavaleta, del Partido Aprista Peruano.
- 1990 - 1992: Segundo Santiago Alva Zavaleta, del Partido Aprista Peruano.
- 1993 - 1995: Pedro O. Barreto Vega, del Partido Aprista Peruano.
- 1996 - 1998: Edilberto Bada Castillo, de L.I. Nro 11 Cambio Municipal 95.
- 1999 - 2002: Carlos Javier Herrera López, del Partido Aprista Peruano.
- 2003 - 2006: Fernando Enrique García Quiroz, de Siempre Unidos.
- 2007 - 2010: Mirtha Beatriz Sánchez Zafra, del Partido Aprista Peruano.
- 2011 - 2014:[5] David Valderrama Paredes, de Súmate - Perú Posible.
- 2015 - 2018: Fremio Abel Olivares Gil, de Alianza para el Progreso.

### Policiales
- Comisario:  PNP.

CAPITAN PNP. LUIS PERRIGO REATEGUI (2015)